# Minas de Aljustrel
As Minas de Aljustrel, também conhecidas como Complexo Mineiro de Aljustrel, consistem num conjunto de explorações mineiras, encerradas ou em funcionamento, e num conjunto industrial que lhe está associado, situados nas imediações da vila de Aljustrel, na região do Baixo Alentejo, em Portugal. A exploração deste conjunto foi concessionado à empresa Pirites Alentejanas, SA que entretanto alterou a designação para Almina, SA.
A exploração mineira em Aljustrel é muito antiga, datando possivelmente do calcolítico, no terceiro milénio a.C., tendo conhecido um grande incremento durante o período romano, com a fundação de um novo povoado, conhecido como Vipasca. A produção decaiu após o fim da ocupação romana, só tendo sido retomada após a reconquista cristã. Porém, o aproveitamento das minas em larga escala só se iniciou em meados do século XIX, com a formação da Companhia de Mineração Transtagana, que operou até aos finais do século. Foi substituída em 1898 pela Société Anonyme Belge des Mines d’Aljustrel, que foi responsável por um grande desenvolvimento das minas e da própria vila, tendo construído estruturas sociais e culturais como bairros operários, escolas e hospitais. As minas passaram por algumas dificuldades durante a primeira metade do século XX, causadas pelas duas guerras mundiais, lutas laborais na década de 1920 e uma queda nos preços do cobre no anos 30, mas conheceram um grande crescimento a partir da Segunda Grande Guerra, atingindo o pico de produção nos anos 60, período em que se desenvolveu igualmente um complexo industrial para transformação dos produtos das minas. A concessão foi quase totalmente nacionalizada em 1975, tendo as minas integrado um ambicioso plano do governo para expandir a produção e construir infraestruturas de transformação do minério. Porém, este empreendimento acabou por ser consideravelmente reduzido, embora ainda tenham sido construídas algumas importantes infraestruturas, como a lavaria industrial e o Ramal das Pirites Alentejanas, ambos concluídos em 1991. Apesar destes investimentos, as minas de Aljustrel entraram em crise, devido parcialmente a uma queda dos preços dos metais, levando ao seu encerramento em 1993. A exploração foi retomada em 2008, após a aquisição pelo grupo internacional Lunding Mining, que depois vendeu a concessão à empresa Almina.

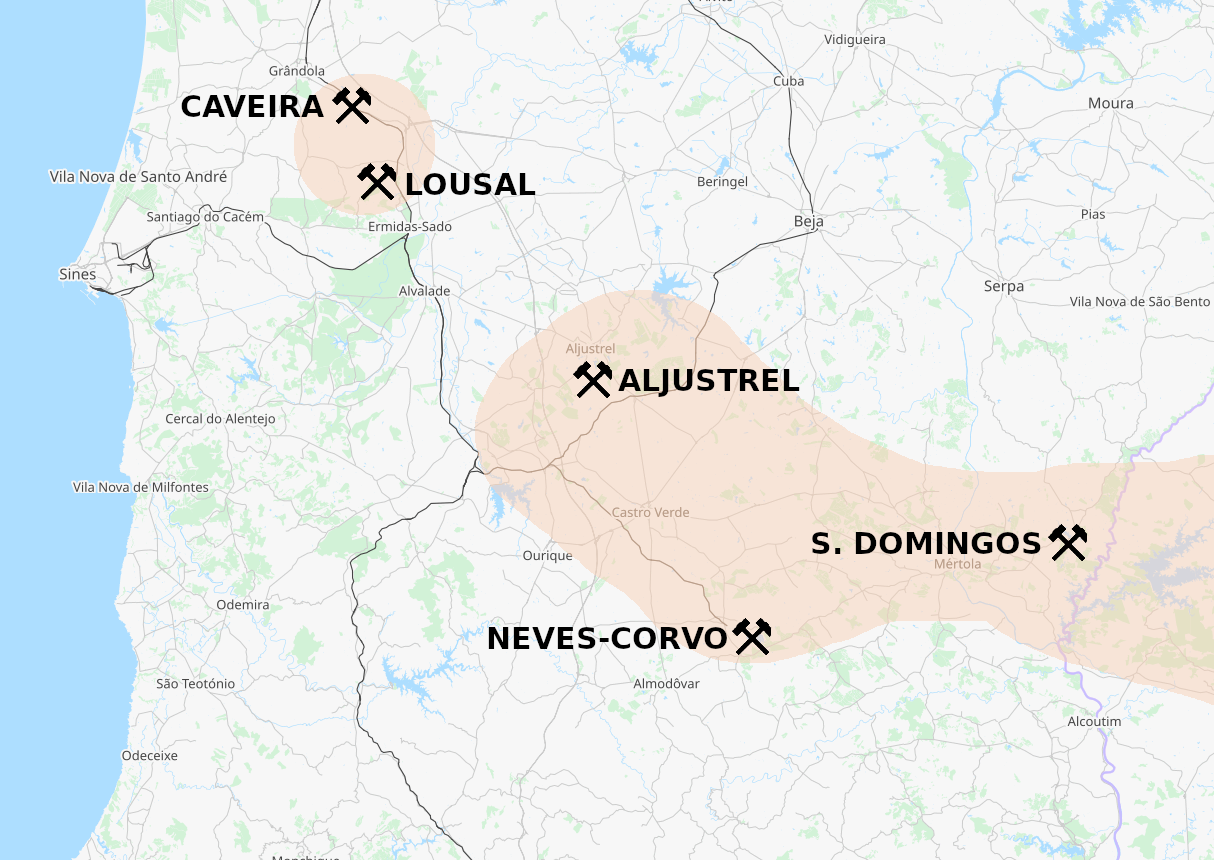
Mapa da Faixa Piritosa Ibérica em Portugal, com as principais minas. As de Aljustrel e Neves-Corvo ainda funcionam, enquanto que as da Caveira, Lousal e São Domingos já foram encerradas.

## Descrição

### Localização e composição
O Município de Aljustrel está situado na Faixa Piritosa Ibérica, uma área rica em minerais, principalmente cobre e ferro, que se estende desde Alcácer do Sal até Sevilha, e que é considerada como um das maiores concentrações de jazigos de sulfuretos maciços a nível mundial, tendo esta designação por serem compostas por sulfuretos de ferro. As duas únicas minas em funcionamento nesta faixa em Portugal são as de Aljustrel e Neves-Corvo, embora no passado também tivessem operado outros importantes coutos mineiros, como o de São Domingos, Caveira e do Lousal.
As minas de Aljustrel produzem principalmente cobre, zinco e chumbo, tendo no passado produzido igualmente uma quantidade considerável de enxofre, que era extraído das pirites. Nas áreas do Castelo e do Cerro da Mangancha também foi extraído manganês. Os minérios são recolhidos em vários jazigos, como Feitais, Moinho, Estação, e São João do Deserto, formando um couto mineiro com uma área aproximada de 4,7 m². Ao longo da história foram explorados outros depósitos em São João do Deserto e em Algares, que chegaram a ser os principais no campo mineiro de Aljustrel. Um outro jazigo que foi alvo de trabalhos de prospecção mas não explorado foi o do Gavião, que, em conjunto com o da Estação, são considerados como de reserva. Os depósitos de Aljustrel são principalmente compostos por pirite, esfalerite e calcopirite, sendo consideradas as jazidas de maiores dimensões dentro da Faixa Piritosa Ibérica, tendo o recurso original sido computado em mais de 200.000.000 toneladas, enquanto que a produção histórica no século XX foi calculada em cerca de 16.000.000 toneladas. Em 1931, o professor Aboim Inglêz descreveu a mina de Algares como estando situada a 500 m de distância da vila, no sentido Sudoeste, e estendia-se a cerca de mais um quilómetro nessa orientação, sendo composta por «duas massas filonianas no contacto dos schistos argilo talcosos do culm com os porfiros, separadas por um cavalo de schistos. As duas massas são irregulares de pussança, variando de 0m,50 a 12m. [...] Paralelos ao jazigo principal e encastrados nos porfiros teem aparecido lentilhas de minerio de formação secundaria que algumas vezes são tão ricas em cobre ou mais que o jazigo principal donde tiveram origem». Quanto à mina de São João do Deserto, esta situava-se a cerca de um quilómetro a Norte da vila, sendo igualmente composta por uma «massa encastrada no contacto dos schistos com os porfiros, é do mesmo alinhamento e da mesma formação do que Algares havendo entre as duas um espaço não mineralisado de aproximadamente dois quilómetros. Esta massa que tem uma curvatura em S acompanhando a configuração do contacto em que está encaixada tem sido e é mais pobre em cobre do que Algares, julgando eu que esta é mais tipica em relação ás outras minas de pirita da Península. [...]  O minerio de São João é mais rico em enxofre que o de Algares (47 a 50 %), mas a lei de cobre era em média 1,50 %».
O complexo também inclui um conjunto industrial para o processamento do minério, principalmente a sua transformação em concentrados. Nos finais de 2018 o complexo mineiro de Aljustrel empregava cerca de 1100 pessoas, das quais 600 trabalhavam para a companhia exploradora, a Almina, enquanto que os restantes pertenciam a várias empresas contratadas.

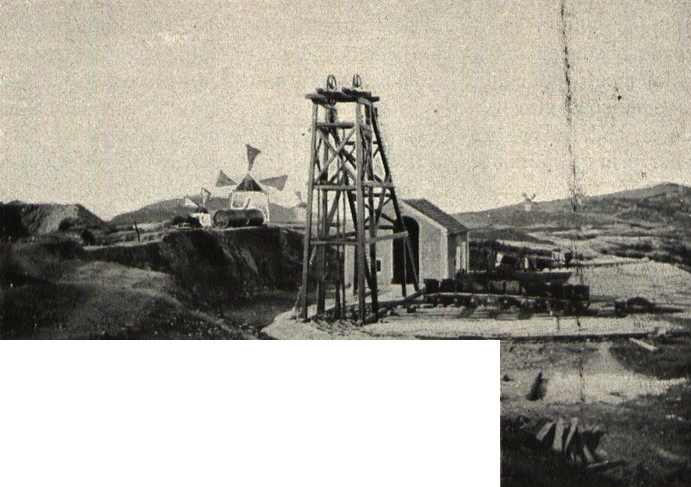
Poço Eyben. Fotografia publicada na revista Serões, em 1907.

### Património
O complexo inclui igualmente várias estruturas que no passado estiveram ligadas à exploração mineira, tendo sido preservadas como testemunho das antigas técnicas utilizadas nesta indústria, e da importância das minas para a história de Aljustrel. Entre os principais exemplos encontram-se o Malacate Vipasca, que se erguia sobre o poço Eyben, baptizado com o nome do primeiro administrador belga das minas, nos finais do século XIX. Na área de Algares encontra-se a antiga zona de cementação, e a central de compressores, cuja energia vinha principalmente de motores eléctricos, possuindo também motores a gasóleo, em caso de avarias. Este edifício foi convertido num núcleo museológico, explicando os vários equipamentos a ar comprimido que eram utilizados nas minas. Também serve como espaço para eventos, tendo por exemplo albergado um colóquio em Outubro de 2022 sobre o turismo mineiro e industrial na região do Alentejo. Outro importante equipamento de apoio era a central eléctrica, que fornecia energia para a iluminação e ventilação das galerias das minas. Outro importante elemento patrimonial da indústria ligada à exploração mineira é uma antiga chaminé de sulfuração, conhecida como Chaminé da Transtagana, que fazia originalmente parte de um conjunto de três chaminés construídas no século XIX pela Companhia Transtagana, embora provavelmente nunca tenham sido utilizadas devido à poluição causada pelo processo, motivo pelo qual foi transferido para a Herdade das Pedras Brancas.
A cerca de 10 Km de distância de Aljustrel, na Herdade das Pedras Brancas, encontram-se as ruínas de um antigo núcleo industrial, que era utilizado no tratamento dos produtos da mina. Foi instalado a uma grande distância da povoação devido aos gases muito tóxicos libertados pela queima de pirites, para a produção de anidrido sulfuroso, que era depois utilizado no processo da cementação do cobre. Neste local o minério era alvo de um processo de ustulação em teleiras de combustão lenta, método que demorava sete a oito meses, sendo depois disposto em terreiros de lixiviação, produzindo água rica em cobre. Esta água era depois depositada em tanques junto com sucata de ferro, onde através de uma reacção química formava-se no fundo uma camada de óxido de cobre de uma grande pureza, conhecida como cemento. Este método era de grande importância, pois permitia o aproveitamento dos minérios com menor conteúdo em cobre. O complexo incluía igualmente um conjunto de residências para os trabalhadores, dispostas em banda, de forma semelhante às casernas militares. O centro das Pedras Brancas não foi a única área de cementação das minas de Aljustrel, tendo um segundo complexo de tanques sido instalado na zona de Algares, mais perto da vila. Este procedimento não era inovador, tendo sido descobertos vestígios de uma estrutura industrial romana na área de Feitais que foi aparentemente concebida para produzir cemento de cobre.

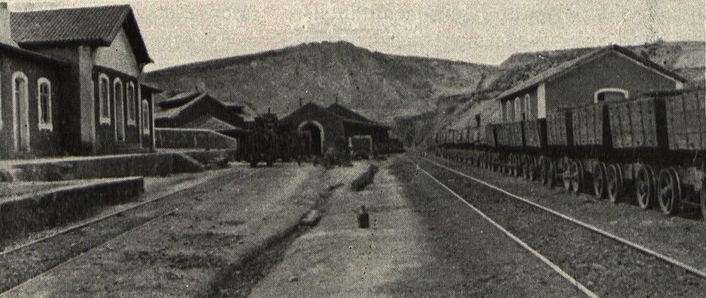
Estação do comboio da mina, em S. João, sendo visíveis vagões de minério no lado direito. Fotografia publicada na revista Serões, em 1907.

### Rede ferroviária
O acesso das minas de Aljustrel à rede ferroviária nacional era feito através de dois ramais, um mais antigo de via estreita que terminava no Apeadeiro de Figueirinha, na Linha do Alentejo, e outro de via larga, o Ramal de Aljustrel, inaugurado em 2 de Junho de 1929, que ligava a vila à estação de Castro Verde - Almodôvar, na Linha do Alentejo. A via férrea de via estreita servia para o transporte do minério desde os jazigos até à área de tratamento nas Pedras Brancas, e depois para o terminal na Figueirinha, onde era transbordado para os comboios de via larga, com destino ao Porto de Setúbal. Utilizava via com bitola de 0,92 mm, e tinha uma extensão aproximada de 21,5 Km até à Figueirinha.
Parte do património ferroviário de Aljustrel inclui um conjunto de locomotivas, uma das quais foi restaurada e exposta junto do Malacate de Vipasca.

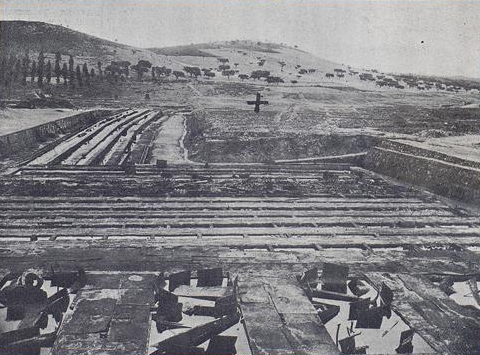
Tanques do cemento de cobre em Algares. O sinal + indica o sítio onde foi descoberta uma das tábuas romanas. Fotografia retirada da obra Album Alentejano, de 1931.

## História

### Proto-história e antiguidade
Os indícios mais antigos de mineração na área de Aljustrel remontam ao período calcolítico, nos finais do terceiro milénio a.C., e correspondem ao estabelecimento das primeiras comunidades permanentes, que se fixaram aqui devido à forte riqueza agrícola e mineral dos solos. O primeiro núcleo populacional instalou-se na colina do castelo, onde foram descobertos vestígios de mineração e transformação do cobre. Os minerais eram extraídos das explorações de Algares e São João do Deserto, onde se encontravam ricos chapéus de ferro (en), que consistem em afloramentos à superfície de jazigos minerais, com uma aparência de uma formação rochosa muito oxidada, em tons encarnados que a destacam na paisagem. Embora na área de Aljustrel existam outros jazigos, só estes dois é que afloravam à superfície, motivo pelo qual foram os únicos a serem alvo de explorações até ao século XX. Com efeito, no chapéu de ferro de Algares foram descobertos vestígios de povoamento do calcolítico, enquanto que no Cerro da Mangancha foram encontrados indícios de uma povoação fortificada, também deste período. Porém, não se sabe ao certo se esta povoação seria um centro distribuidor de cobre a nível regional. Durante a Idade do Bronze, o núcleo urbano situava-se no Cerro da Mangancha, a menor distância da minas de São João do Deserto.
Segundo o arqueólogo Estácio da Veiga, não foram encontradas provas concretas de aproveitamento das minas de Aljustrel durante os períodos dos fenícios e cartagineses, apesar destes últimos terem impulsionado a indústria mineira em vários pontos da península. Em contraste, foi encontrada um vasto e diverso conjunto de materiais da época romana, testemunhando que a exploração mineira em Aljustrel atingiu um grande desenvolvimento durante aquele período, podendo ter sido a mina mais importante na província da Lusitânia. Os romanos exploraram principalmente o cobre, e em menor quantidade a prata. Como parte deste processo, foi fundada uma nova povoação na área de Vale da Oca, mais próxima dos filões de Algares, e que era conhecida como Vipasca. A exploração romana da mina dos Algares é testemunhada pela presença de vestígios daquele período no chapéu de ferro, e nas imediações, perto da Chaminé da Transtagana, foi encontrado um conjunto de ruínas de estruturas residenciais, conhecido como Casa do Procurador. Os romanos também poderão ter explorado os jazigos na área de São João do Deserto, embora com muito menos desenvolvimento do que em Algares. Um dos principais vestígios da mineração romana foi uma grande quantidade de escórias, tendo sido encontradas concentrações destes materiais em Valdoca, Malpique e Feitais. Aboim Inglêz calculou o volume das escórias em mais de 120.000 m³, o que poderia corresponder a mais de meio milhão de toneladas de minério. Algumas das escórias foram reaproveitadas ainda durante o período romano na construção de estruturas, nomeadamente um conjunto de tanques, e em épocas posteriores, para encher depressões no terreno e no empedramento das estradas. Outro importante vestígio desta época é um conjunto de duas placas de bronze, onde foram escritas várias regras sobre a exploração mineira, com os impostos e penalidades a aplicar. A produção mineira sofreu várias oscilações, acompanhando a situação económica do estado romano, tendo conhecido o seu nível mais elevado nos séculos I e II. Porém, parou quase completamente nos séculos IV ou V, devido à instabilidade causada pelo final do império, provocando a decadência da povoação.

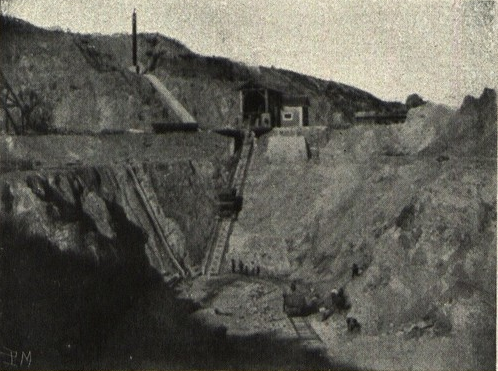
Exploração de uma corta na mina de S. João, em 1904. Fotografia publicada na revista Serões, em 1907.

### Idades média e moderna
Apesar da queda da civilização romana, a exploração mineira em Aljustrel prosseguiu, sendo referida por documentos da época visigótica, embora com uma intensidade muito menor. Com efeito, com a destruição do sistema económico romano deixou de ser necessária a exploração mineira em larga escala, passando a estar integrada em esquemas domésticos, situação comum durante a Idade Média. Como resultado deste abrandamento nas operações, o espólio relativo a este período é muito reduzido comparado com o das cronologias romanas, tendo sido ainda assim encontradas algumas peças, como lucernas, que apresentam formas que podem ser integradas nos séculos V e VI. A exploração continuou ao longo do domínio islâmico, tendo os trabalhos sido reiniciados durante a época califal (séculos X a XI). Durante este período a povoação era denominada originalmente de Albasturil ou Al-Bashturil, tendo este nome depois evoluído para Al-Lustre, dando origem ao termo português de Aljustrel. A teoria de que as minas foram trabalhadas durante a época islâmica também foi suportada por Estácio da Veiga, que explicou a ausência de vestígios deste período pela reduzida evolução tecnológica na exploração mineira desde a época romana, pelo que parte dos indícios que tinham sido integrados nesta cronologia possam na realidade ter pertencido à Idade Média muçulmana. Segundo Estácio da Veiga, uma das principais provas da existência de mineração durante esta época foi a carta de doação passada pelo rei D. Sancho II após a reconquista, onde se fazem referências concretas à presença de minas e de ferrarias, que devido ao curto espaço de tempo entre a data de conquista e a elaboração do documento, tinham certamente de ter origem anterior. Com efeito, após a reconquista em 1234, o monarca entregou o castelo à Ordem de Santiago, tendo no entanto excluído desta doação as Termas de São João do Deserto e as minas, o que pode demonstrar que tinha interesse em fazer a sua exploração, garantindo aos monges da ordem apenas um décimo dos rendimentos destas duas actividades.
No Foral de Aljustrel, elaborado em 1252, determina-se que a Ordem de Santiago passaria a receber os rendimentos da exploração das minas, o que pode indicar que estas estavam em funcionamento. Durante o mandato de Fernão de Mascarenhas como alcaide-mor de Aljustrel, nos finais do século XV, a vila passou por uma fase de desenvolvimento, tendo uma das suas medidas sido o impulsionamento da «coutada mineira». No século XVI, Aljustrel aparece na lista de minas em território nacional, compilada por Ayres do Quintal na sua obra Regulamento Mineiro. Num documento de D. João III, datado de meados dessa centúria, surge uma referência a um tipo de pigmento para os pintores, conhecido como azul de Aljustrel, que era vendido or um funcionário régio, o destacado pintor renascentista Jorge Afonso. Com efeito, os pigmentos azuis eram muito dispendiosos, sendo fabricados a partir de lápis-lazúli oriundo do Afeganistão, chegando a ser por vezes mais caros do que ouro. Assim, o rei D. Manuel desenvolveu uma fonte alternativa para os tons azuis, a azurite, que era extraída nas minas de cobre de Aljustrel, tendo Jorge Afonso sido nomeado com o importante cargo de afinador-mor do azul das minas. Em 1521 foi nomeado como recebedor do azul das minas de Aljustrel, embora nesse ano tenha deixado de ser o afinador, posição que foi entregue a Francisco das Aves, pintor de Beja. A introdução da função do afinador do azul foi feita no âmbito da reorganização da legislação mineira, determinada pelo monarca num alvará de 1516. A vila de Aljustrel conheceu um franco desenvolvimento durante o reinado de D. Manuel, não só devido a um maior interesse na exploração mineira, mas também devido à atribuição de um novo foral, e à popularização das Termas de São João do Deserto, então conhecidas como Fonte santa. Aboim Inglêz afirma que as minas terão sido alvo de intensos trabalhos durante o período manuelino, entrando depois em declínio, tendo a exploração estado suspensa durante vários séculos. Entretanto, no relato da visitação da Ordem de Santiago a Aljustrel em 1482, refere-se que uma das propriedades daquela ordem religiosa na comenda de Aljustre era «a Coutada, uma Mineira de Ferro... etc. que é da Ordem e é de muitos metais segundo experiência».

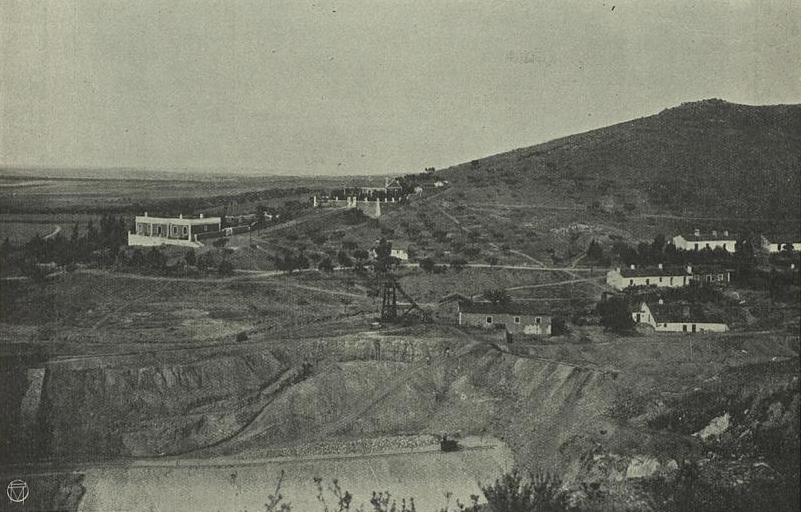
Mina de São João do Deserto. Fotografia publicada na revista Occidente, em 1914. No lado direito é visível o bairro operário de São João, enquanto que no lado esquerdo está a casa do engenheiro e do director daquela mina.

### Séculos XIX e XX

#### Primeira fase: 1848 a 1898
Em meados do século XIX inicia-se uma nova fase nas minas de Aljustrel, no âmbito da Revolução Industrial e da liberalização da indústria mineira. Assim, o governo autorizou a primeira concessão de exploração em 1847 ou em 1848 ao empresário espanhol Sebastião Gargamala, que já era proprietário da mina de Palhal, em Albergaria-a-Velha. Este iniciou a exploração da mina de São João do Deserto, mas a concessão durou pouco tempo, acabando por expirar em 22 de Abril de 1854. De acordo com os engenheiros João Ferreira Braga e Carlos Alberto, o filão em si até era bastante rico, mas não havia garantias de rentabilidade, devido à falta de água e aos grandes problemas de transporte, principalmente durante o Inverno. Com efeito, a localização de Aljustrel e a primitiva rede de vias de comunicação dificultavam e encareciam a exportação do minério, fazendo gorar as primeiras tentativas de exploração no século XIX. Por exemplo, em 1852 o percurso entre Lisboa e Aljustrel importava em 4$620 Réis, e estava dividido em quatro etapas: barco de Lisboa ao porto fluvial da Moita, seguindo-se o transporte até Setúbal, de onde se voltava a utilizar o barco até Alcácer do Sal, sendo o restante caminho até Aljustrel feito por almocreves. Os portos para o embarque do minério situavam-se todos muito longe, sendo os mais próximos os de Sines e Porto Rei, no Rio Sado, tendo João Braga e Carlos Alberto alvitrado a realização de obras para melhorar as condições de navegação naquele curso de água, para permitir a construção de um porto mais próximo de Aljustrel. Nos seus relatórios também apontam a necessidade de uma máquina a vapor de quarenta cavalos, que iria ser utilizada para retirar a água da mina. Outros motivos que levaram ao falhanço das concessões primitivas foram o reduzido teor de minério que foi encontrado, e os problemas em obter os necessários recursos financeiros. A concessão foi transferida para a firma britânica Lusitanian Mining Company, tendo um dos responsáveis pela empresa, William Johns, estabelecido ligações com João Braga e Carlos Ribeiro. Porém, a empresa também só esteve em funcionamento durante cerca de dois anos.

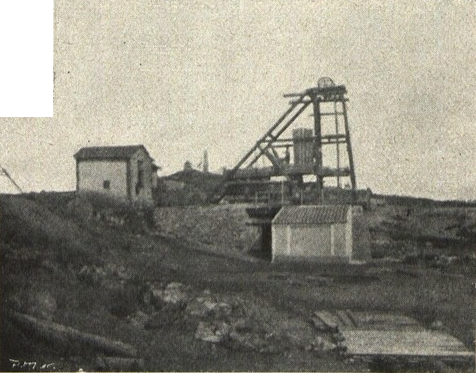
Poço de Vale da Oca. Fotografia publicada na revista Serões, em 1907.

Apesar destes fracasos manteve-se o interesse em explorar as minas de Aljustrel, devido à sua riqueza mineral e aos planos do governo para melhorar as comunicações na região, através da construção de uma linha férrea e de uma estrada de Lisboa a Faro, que passaria por Aljustrel e Messejana. Com efeito, a presença das minas de Aljustrel e de São Domingos foi uma das principais motivações apresentadas para o desenvolvimento nos transportes na região, prevendo-se que a de Aljustrel poderia ser uma das mais ricas em cobre em toda a Península Ibérica, com uma produção que poderia atingir 100 a 200 mil toneladas por ano. Assim, a concessão foi novamente trespassada, desta vez para uma empresa nacional, a Companhia de Mineração Transtagana, cujos capitais tinham origem portuguesa e brasileira. A companhia foi formada em 1867, e nesse mesmo ano tomou conta das minas de São João do Deserto e de Algares, embora só em 1868 é que se iniciaram os trabalhos. Com a introdução da nova companhia, a exploração mineira conheceu um grande crescimento, impulsionada em parte pela instalação do caminho-de-ferro, que chegou a Beja em 1864, unindo desta forma a região a Lisboa, através do Barreiro. A empresa comprou terrenos e construiu várias infraestruturas para a valorização dos produtos da mina, levando a uma maior racionalização do processo metalúrgico. A empresa produziu principalmente cobre, oriundo das jazidas de São João do Deserto, onde era extraído através de mineração a céu aberto, e de Algares, que era uma mina subterrânea. Foi também em meados do século que foram construídos os primeiros malacates em Aljustrel, que originalmente utilizavam propulsão animal. Por volta de 1867, a Companhia Trastagana construiu o centro industrial das Pedras Brancas, que esteve em funcionamento até aos finais da década de 1870. De forma a não ter que pagar quaisquer indemnizações aos proprietários dos terrenos nas imediações, devido aos gases tóxicos produzidos pelo processo de ustulação, a empresa comprou uma extensa área em redor de Pedras Brancas, com cerca de 5000 Ha. A companhia também desenvolveu as comunicações na área de Aljustrel, tendo aberto estradas e construído um caminho de ferro até ao Apeadeiro de Figueirinha, na Linha do Alentejo. Esta linha entrou ao serviço em 1876, tendo sido a primeira ligação ferroviária às minas de Aljustrel. O desenvolvimento mineiro de Aljustrel na segunda metade do século XIX foi descrito por Pinho Leal na sua obra Portugal antigo e moderno, publicada em 1873: «A prospera Companhia de Mineração Transtagana, tem aqui riquissimas minas de cobre, que lhe promettem auspiciosissimos resultados. Na matta de S. João Baptista do Deserto, já ha mais de 1:100 metros de galerias. Os massiços reconhecidos e isolados entre o nivel 1.º e 2.º, dão perto de 200:000 toneladas de minério! Só o producto liquido d'esta parte reconhecida, ainda que não désse senão a 2$000 réis por tonellada de minerio, pode calcular-se em  400:000$000 réis em pouco tempo. Esta mina promette ser uma fonte incalculável de riqueza para a companhia e para o paiz».
Ao contrário das primeiras tentativas de mineração, em que a maior parte dos trabalhadores vinha de fora da vila e residia em pequenos povoados operários, a introdução da indústria mineira em larga escala teve um forte impacto social na vila, tendo a população duplicado entre 1867 e 1882. Apesar de já existirem habitações para mineiros durante as experiências de Sebastião Gargamala, os operários que vinham do exterior construíram um conjunto de casas provisórias, sem condições de higiene nem de habitabilidade, que chegaram a provocar algumas epidemias a nível local. Assim, foi ordenada a demolição das barracas e a construção de um bairro mineiro entre a mina de Algares e a vila de Aljustrel, que chegou a constituir um povoado próprio, conhecido como Aldeia das Magras. Foi depois absorvido como parte do crescimento urbano de Aljustrel, passando a fazer parte do conjunto situado entre a Rua de Santa Bárbara e o quartel dos bombeiros.

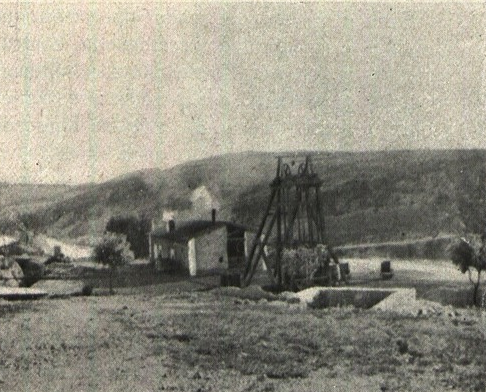
Poço Santos. Fotografia publicada na revista Serões, em 1907.

Porém, depois de ter laborado durante cerca de quinze anos, a empresa faliu devido a uma combinação de circunstâncias desfavoráveis, incluindo uma crise económica internacional, a queda no preço do cobre na década de 1870, e a concorrência das minas chilenas e do Katanga. Com efeito, o volume de negócios da companhia estava quase totalmente concentrado na exploração de cobre, uma vez que naquele período o enxofre não tinha uma importância económica significativa, situação que só se veio alterar posteriormente. Segundo Aboim Inglêz, um outro contratempo que também levou à falência da companhia foi a falta de novos capitais para combater o problema da oxidação natural, apesar dos vultuosos investimentos que fez neste sentido. O fim da empresa Transtagana teve efeitos dramáticos na economia da vila, levando a uma emigração em massa dos antigos mineiros, chegando a perder o estatuto de concelho entre 1895 e 1898.
Apesar da sua importância económica para Aljustrel, a exploração mineira também foi a origem de graves problemas ambientais no concelho, situação que já se verificava nos finais do século XIX. Com efeito, de acordo com a obra Monographia do concelho de Aljustrel, publicada em 1892, o investigador Gerardo Augusto Pery relata que «nem as aguas da ribeira de Galhudos, nem as do Roxo para baixo da confluencia d'aquella, são utilisaveis para a agricultura, porque se acham contaminadas pelas aguas de esgoto das minas de pyrite cuprifera de Aljustrel, envenenadas por saes de ferro, do cobre e de arsenico, e cuja funesta influencia se exerce ate ao Sado, impedindo a creação do peixe e destruindo toda a vegetação das margens». A denominação da Ribeira do Roxo poderá ter sido dada a este curso de água devido à poluição das minas. As explorações na área de São João do Deserto também causaram a destruição de um complexo termal, que era muito conhecido no país pelas suas capacidades curativas, tendo um dos motivos apontados para a falência da companhia Transtagana sido a sua concentração na produção de cobre, em detrimento da manutenção das termas.

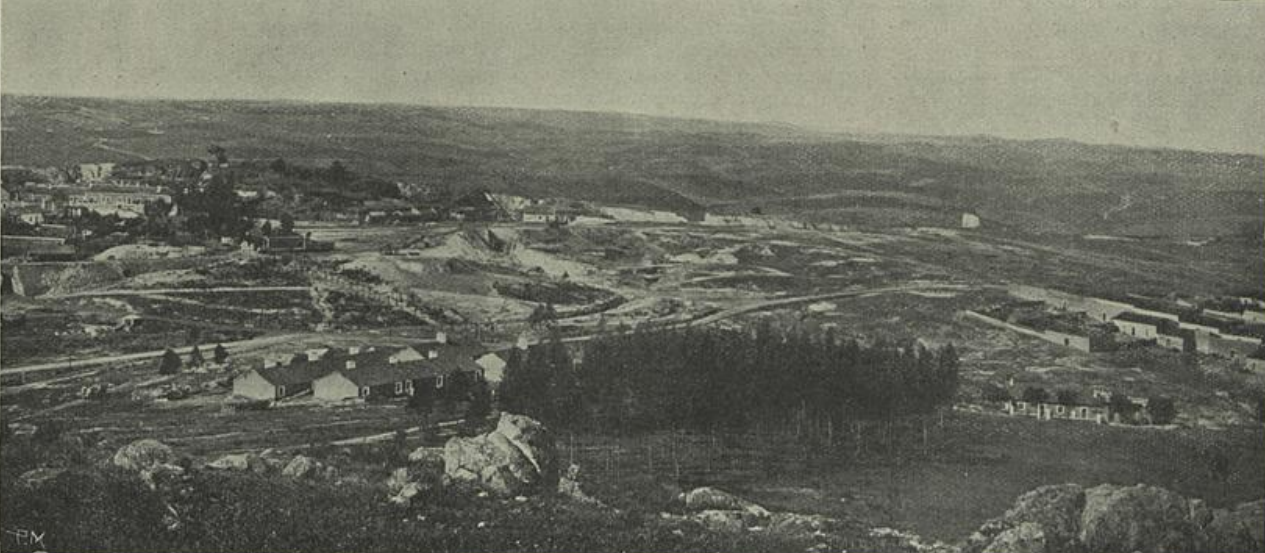
Mina dos Algares. Fotografia publicada na revista Occidente, em 1914.

#### Segunda fase: 1898 a 1945
Durante vários anos, procurou-se reorganizar a empresa Transtagana, mas sem sucesso. Entretanto, reacendeu-se o interesse nas pirites, devido à descoberta que se podiam produzir adubos químicos através da solubilização da fosforite com ácido sulfúrico. Assim, a concessão foi transferida para a empresa bancária Fonseca, Santos & Vianna, que era já o principal accionista da antiga companhia, uma vez que tinha adquirido os seus bens em 1893. Em 1898, este banco associou-se a empresários belgas e nacionais e antigos membros da Companhia Transtagana, formando a Société Anonyme Belge des Mines d’Aljustrel em Antuérpia. Esta sociedade adquiriu o passivo da Companhia Transtagana em 1895, e obteve a concessão das minas em 26 de Maio de 1898. Iniciou a laboração das minas logo em 1898, embora segundo uma notícia publicada no jornal Algarve e Alemtejo de 2 de Janeiro daquele ano, a nova empresa já estava a fazer a exploração em larga escala, e em Dezembro já tinha sido expedido o primeiro comboio mineiro para a Figueirinha, sob a nova administração. A Sociedade Belga foi responsável pela exploração até 1973, embora ao longo deste período tenha mudado diversas vezes de denominação.
Esta empresa foi responsável por um novo impulso na produção, tendo expandido consideravelmente os campos para a exploração mineral. Reaproveitou os antigos jazigos da Companhia Transtagana, continuando o de São João a ser explorado através do sistema de corta, produzindo principalmente enxofre, enquanto que o de Algares permaneceu como subterrâneo, fornecendo cobre e enxofre. O enxofre passou a ter uma grande importância devido ao seu papel na produção de ácido sulfúrico, que era um dos principais componentes no fabrico de adubos, em conjunto com os fosfatos. A sua introdução em larga escala mudou profundamente o modelo económico das minas, uma vez que até então o principal minério extraído das pirites era o cobre. Também contribuiu de forma significativa para o crescimento urbano e o desenvolvimento cultural e social da vila, através da construção de várias estruturas de apoio aos trabalhadores, como hospitais, bairros operários e escolas, e introduziu várias instituições da cariz social, como cooperativas de consumo e associações recreativas e de desporto. A administração das minas manteve igualmente os Serviços de Assistência à Família no Centro Material Infantil, prestados com o apoio de voluntários, que em Setembro de 1962 atenderam 275 filhos de mineiros e 265 filhos de trabalhadores rurais. Devido à distância entre a vila e os coutos mineiros, e à necessidade de alojar os mineiros, foi expandida a rede viária e criados ou ampliados vários bairros operários, como os de Algares, Vale da Oca, São João do Deserto e Focinho de Cão, este último situado igualmente na área de São João. Edificou igualmente um conjunto de vivendas ajardinadas na Avenida dos Algares e em São João, destinados aos funcionários superiores da companhia, e na área da Horta do Paço de Além construiu um palacete para os membros da direcção. Desta forma, Aljustrel voltou a conhecer um período de crescimento durante a administração da sociedade belga, levando a uma grande expansão na área urbana e na população da vila, passando de 3000 para 9000 habitantes. Uma das principais associações criadas pelos trabalhadores das minas foi o Sport Clube Mineiro Aljustrelense, fundado em 1933.
Em 1907 eram principalmente explorados dois jazigos, o de Algares, então situado a cerca de 1,350 Km a Sul da vila, e a de São João do Deserto, a 1,5 Km no sentido Oeste-Noroeste. Este último chegou a ser o maior e o mais produtivo durante muitos anos, mas nesse período já estava quase totalmente explorado, sendo então conhecido como a mina pobre. Nos princípios do século, foram instalados os tanques para a produção de cemento de óxido de cobre, na área dos Algares. O complexo de cementação de Algares foi considerado pelo professor Aboim Inglêz como um bom exemplo daquele tipo de estruturas, devido à reduzida quantidade de ferro que era necessária para a operação, e pelo alto teor de cobre que era produzido, que por vezes ultrapassava os 90%. Entre as várias infraestruturas que foram construídas pela companhia belga para apoio à produção mineira destacam-se as centrais eléctricas em São João e em Algares, que também abasteciam a vila, e uma represa para águas ácidas, tendo igualmente ampliado a de água doce. Nos princípios do século XX, as minas chegaram a empregar cerca de duas mil pessoas, embora o número de trabalhadores tenha sido progressivamente reduzido devido à mecanização das operações.
Num artigo publicado na revista Serões em 1907, o investigador João Gouveia descreve a sua visita a uma contramina em Aljustrel:

Oito horas d'uma manhã esplendidamente clara [...] Espera-nos o descensor para nos transportar a 100m quasi, de profundidade, [...] e não podemos evitar um olhar commovido de despedida á belleza da luz, que vivifica e alegra o vasto campo industrial que se desenrola em torno. Entre o madeiramento quadrangular do guindaste, abre-se um poço com 3m,35 de comprido por 1m,30 de largo. [...] Esperamos os engenheiros M. Perbos e M. Brunel que dão as ultimas ordens aos capatazes que vão baixar em outros poços. Uma multidão de mineiros transporta pesadamente as wagonettes de mineiro extrahidos durante a madrugada. O trabalho é continuo. Mil e oitocentos operarios divididos em turnos, agitam-se sem cessar no ambito larguissimo da mina, desde as pedreiras á cimentação e desde esta ao fundo das contraminas. M. Perbos annuncia a descida para a casa da machina e indica-nos o Poço: le puits d'Eyben; foi baptisado com o nome do nosso administrador em chefe. Tomamos logar no tejadilho do descensor, agora razo com o solo, e esperamos um momento. Ouve-se um signal de campainha enferrujada; subitamente falta-nos o chão, o ar parece escapar-se e a cabeça entontece. Olhamos para o alto e vemos um pequenino quadrado de ceo azul, onde gira uma corda com gotteira, de que pende o fio que nos sustem e que parece ter a grossura d'um cabelo. M. Perbos intervem: — C'est dangereux de regarder là haut. A descida continua com a mesma velocidade, mal se podendo ver o escoramento de madeira que veste interiormente o longo e estreito tunel. Os toros do escoramento são troncos d'azinho e de pinho rijo com 0m,30 de diametro e o folheamento em madeira, que encosta nas paredes terreas, tem 4 a 5 centimetros de espessura, o que garante a solidez.

Escoa-se finalmente um lapso de tempo minimo que parece infinito; o andamento affrouxa e o tejadilho raza com o segundo pavimento, a 60m de fundo. Para oeste abre-se um tunnel de 2m,30 de alto por 2m de largo, de corte elyptico com revestimento de pedra sobreposta, calçada e batida d'aspecto solido. Cada um de nos accende o indispensavel candil para a marcha subterranea. M. Perbos toma a frente e avança para a escuridão profunda que se vae rasgando. O chão está em lama; a temperatura baixa ligeiramente; a respiração faz-se á vontade. Á claridade bruxuleante dos candis que nos acompanham, onde a luz se achata e sobe marcando a cadencia do passo, rasgam-se — é o termo — pedaços da galeria, que se alarga e cresce com as intermittencias da luz, e M. Perbos, que caminha com passo seguro em nossa frente, avulta como um gigante á entrada d'uma enorme caverna. Peço uma pequena paragem junto de uma galeria transversal. Tenho a impressão de fadiga de uma longa marcha e sinto um calor suffocante que difficulta a respiração. M. Brunel indica o sítio em que se está fazendo a oxidação das pyrites, causa da grande elevação de temperatura. De novo em marcha por uma galeria que se abre em L, sentimos em breve uma lufada d'ar vivificante e fresco; mais alguns passos e sente-se frio; a humidade filtra pelas paredes. No madeiramento do tecto apparecem manchas nevadas como grandes flocos d'algodão. E levo o candil surprehendido pelo mysterio de inopinada curiosidade. Alastradas sobre as madeiras ha largas folhas d'uma brancura lactea, lançando ramunculos como tentaculos de polvos, que por sua vez se espalmam n'outras folhas que rebentam em flores esphericas, opacas, d'um aspecto gelado. Colho algumas com infinitos cuidados, porque o mais pequeno toque as melindra. M. Perbos baptizou-as sorrindo: — Fleurs des tenèbres! — E das aguas, ajuntei. É realmente a humidade sobre a madeira que faz germinar aquella exquisita especie. Mais adeante a galeria apresenta uma facha azulada. Crystaes de cobre e de ferro vestem o tecto e as paredes que rebrilham com as irisações das miriades de facetas, n'um silencio de gruta d'encanto cavada em pedras preciosas. A agoa formou pequenas estalactites de sulfato de cobre que gottejam pingos de ceo azul. Nas abertas dos toros superiores, por entre os schistos sulphatados apparecem pequenos blocos de talco, gemmado, em palhetas finissimas, phosphorescentes, onde se espalham crystaes ferreos — soluveis com grande difficuldade, que apresentam faces limpidas, regulares, reflectindo os tons magnificamente sombrios da amettista. É surprehendente esta pequena facha de minerio que mede apenas dez metros.

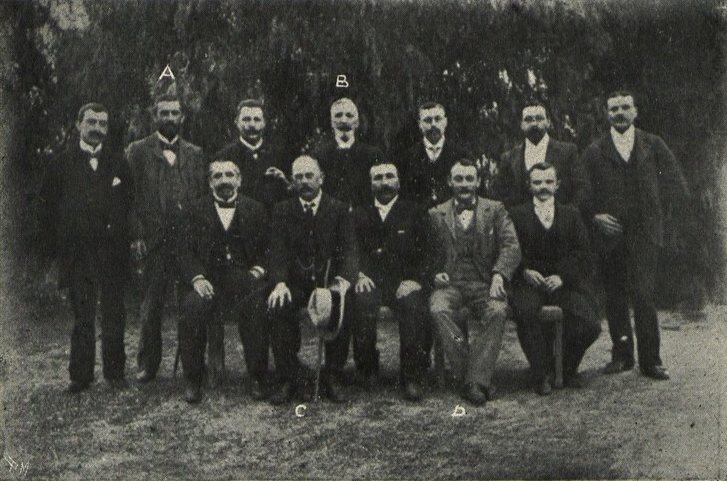
Pessoal superior das minas de Aljustrel. Fotografia publicada na revista Serões, em 1907. A letra B indica o administrador em chefe da companhia, Alfred Eyben.

Em 1914, as minas foram duramente atingidas pelo início da Primeira Guerra Mundial, levando ao despedimento de um grande número de trabalhadores. Com efeito, o conflito causou grandes dificuldades à exportação do minério, causando problemas financeiros à empresa. Em Outubro de 1922, os mineiros de Aljustrel entraram em greve por um aumento nos salários. Segundo o jornal O Alentejo de 16 de Dezembro de 1922, este movimento foi causado devido a diferenças nos salários entre os mineiros e outros trabalhadores, sendo então inferior ao de um empregado agrícola, quando no passado chegava a ser o dobro. Este protesto enquadrou-se num violento movimento grevista que atingiu o Sul do país nos finais do ano, no qual também participaram os ferroviários do Barreiro e os operários de Setúbal. Durante a greve as minas de Aljustrel estiveram em risco de ser inundadas, tendo o Diário de Lisboa de 25 de Outubro de 1922 noticiado que os capitães de fragata João Madeira e Paulo Nogueira tinham sido encarregados de dirigir os trabalhos de esgotamento das minas.
Em 2 de Junho de 1929 a Sociedade Belga inaugurou o Ramal de Aljustrel, de via larga, que unia a vila à estação de Castro Verde - Almodôvar, na Linha do Alentejo. Já quando entrou ao serviço, estava previsto o prolongamento daquele ramal até Ermidas, que era o ponto de entroncamento da Linha de Sines na Linha do Sado. Em 1932, o Governador Civil de Beja e o presidente da Câmara de Aljustrel reuniram-se com o Ministro das Obras Públicas, para pedir que este autorizasse o prolongamento do ramal até Ermidas, de forma a reduzir os custos de transporte das minas, que estavam a pôr em causa a sua viabilidade financeira, além que as obras iriam dar trabalho aos mineiros que estavam desempregados. O prolongamento do ramal também foi defendido pelo jornalista José da Guerra Maio num artigo publicado na Gazeta dos Caminhos de Ferro em 1956, alegando que iria evitar a necessidade dos comboios mineiros de darem uma grande volta até à Funcheira, reduzindo desta forma o percurso até Setúbal. Segundo Guerra Maio, a mina de Aljustrel representava uma importante  fatia do movimento ao longo daquele corridor ferroviário, tendo-a considerado como «a primeira cliente da linha do Sado». Na década de 1920, a empresa demonstrou também interesse no desenvolvimento do porto de Faro, no Algarve, tendo-se avançado a hipótese de ser o ponto de escoamento dos minérios de Aljustrel por via marítima, considerando-se que tinha melhores condições do que a doca do Barreiro. A inauguração do Ramal de Aljustrel também teve um impacto social, pois permitiu uma melhoria nas comunicações com outras povoações mineiras da região, nomeadamente as de São Domingos.

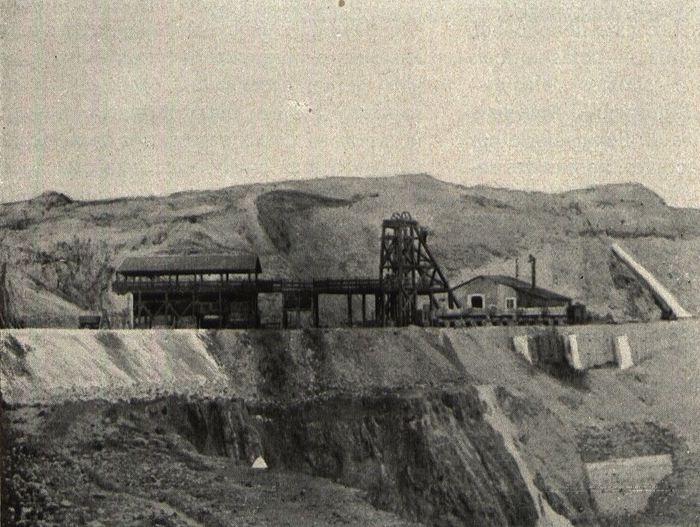
Poço Jacobs, com o malacate em madeira. No lado direito é visível a corta para mineração a céu aberto. Fotografia publicada na revista Serões, em 1907.

Nos princípios da década de 1930, a mina de Algares já tinha sido reconhecida até cerca de duzentos metros de profundidade, sendo ainda considerado um jazigo muito rico em cobre. 
Porém, durante este decénio verificou-se uma grande quebra no preço do cobre, causando novamente problemas financeiros, e impedindo o crescimento da indústria mineira. As minas também foram duramente atingidas pela Grande Depressão, levando a despedimentos em massa, passando de cerca de dois milhares de trabalhadores para apenas algumas centenas. Ainda assim, nos finais da década iniciou-se a perfuração do poço n.º 1 da mina de São João, que laborou nos anos 50 e 60, substituindo o antigo poço Jacobs. Este tinha um malacate em madeira, e situava-se imediatamente ao lado de uma grande corta, para exploração a céu aberto. Apesar dos problemas a nível internacional, manteve-se a procura nos mercados nacionais, motivados principalmente pela necessidade de adubos para os programas agrícolas estatais, como as Campanhias do Trigo no Alentejo. Além da produção mineral, o complexo mineiro de Aljustrel também forneceu serviços de energia eléctrica, tendo por exemplo o jornal Vida Alentejana de 10 de Outubro de 1934 noticiado que a Câmara Municipal de Ourique tinha feito um empréstimo para a instalação de uma rede eléctrica no concelho, sendo a energia fornecida pelas minas de Aljustrel, através da Câmara Municipal de Castro Verde. Nesta época, a profissão de mineiro era considerada muito difícil, com uma grande falta de condições de trabalho, operando em espaços muito pequenos e a temperaturas elevadas, e com graves problemas de arejamento dos túneis. Só na década de 1930 é que as condições melhoraram ligeiramente, com a introdução dos elevadores para os mineiros.

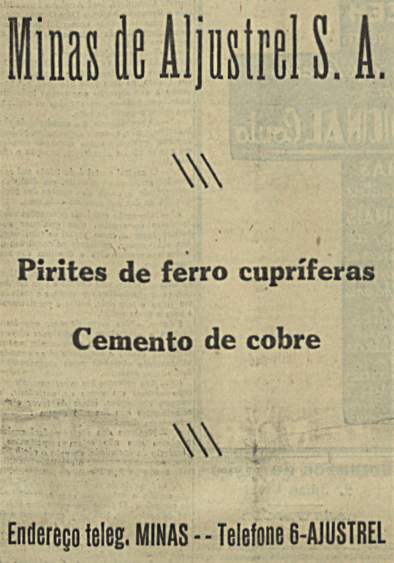
Publicidade às Minas de Aljustrel, publicada no jornal República em 1956. A empresa surge já com a nova denominação, Minas de Aljustrel S. A..

#### Terceira fase: 1945 a 1973
A exploração voltou a decair durante a Segunda Guerra Mundial (1939-1945), mas após aquele conflito iniciou-se um período de grande crescimento na produção mineira, causado por um extenso movimento de industrialização, que aumentou a procura de cobre e enxofre, tendo estes sido passado a ser os principais produtos das minas. Em 1952, ou 1955, a empresa concessionária mudou a sua denominação para Mines d'Aljustrel S.A.. Em 3 de Novembro de 1958 ocorreu um grande incêndio na mina de São João, que provocou duas vítimas mortais, o encarregado Baltazar Afonso e o engenheiro belga Robert Van Vliet. Em 1952 foi construída uma nova central de compressores, que tinha três máquinas, duas novas e uma oriunda da antiga central, que foi montada no Luxemburgo em 1928. Em 1956 as minas empregavam cerca de dois mil trabalhadores. Nos anos 60 atingiu-se um novo nível de desenvolvimento no complexo industrial, devido em parte ao encerramento das minas de São Domingos, tendo sido atingido o pico de produção. Com efeito, durante este período as minas de Aljustrel foram consideradas como as mais importantes em território nacional. O minério de pirite começou a ser vendido em bruto, devido ao seu papel na produção de ácido sulfúrico, despertando o interesse da Companhia União Fabril, que começa a investir nas minas. A introdução deste produto mudou profundamente o modelo económico das minas, uma vez que até então o principal minério era o cobre extraído das pirites. Foram introduzidos novos métodos para extrair e processar o minério, levando à construção de infraestruturas próprias, destacando-se a lavaria. Em 1963 iniciou-se a exploração dos jazigos do Moinho e de Feitais, que tinham sido descobertos em meados do século, com recurso a métodos electromagnéticos. No depósito do Moinho foi utilizado um novo modelo de desmonte, conhecido como cut and fill (en), sendo um exemplo da profunda modernização das técnicas e dos equipamentos na exploração mineira em Aljustrel.  A mina de Algares também foi alvo de grandes obras de remodelação, tendo sido ligada à mina do Moinho, formando um novo complexo mineiro, conhecido como Vipasca. Durante esta década também foram construídas novas estruturas na mina do Moinho, incluindo uma nova central de compressores, relegando a antiga para as funções de apoio e de reserva, embora tenha operado até 1992. Foi também durante este período que o transporte rodoviário começou a ganhar uma maior importância em detrimento do ferroviário, levando à demolição da antiga rede de via estreita. Porém, os decénios de 1950 e 1960 também ficaram marcados pelas lutas laborais, tendo Aljustrel sido um dos concelhos que mais ofereceram resistência às politícas ditatoriais do Estado Novo. Em 1955, os mineiros iniciaram um processo para a instauração de um acordo colectivo de trabalho, mas sem sucesso, pelo que em 1959 entraram em greve de zelo, que resultou num grande número de despedimentos. Em Abril do ano seguinte os trabalhadores protestaram contra aquela medida, tendo os mineiros ocupado as minas durante um dia e meio, enquanto que a sede do Sindicato Nacional dos Mineiros foi ocupada pelos seus familiares. Este movimento terminou com a intervenção das forças da ordem, incluindo um corpo interno da Polícia de Segurança Pública da empresa mineira, militares da Guarda Nacional Republicana de Aljustrel e de Beja, e agentes da Polícia Internacional e de Defesa do Estado, tendo mais de uma centena de trabalhadores sido presos no Forte de Peniche. Em 28 de Abril de 1962 os mineiros entraram em greve por melhores salários e condições de trabalho, protesto que foi violentamente reprimido pela Guarda Nacional Republicana, resultando em dois mortos e várias dezenas de feridos. As duas vítimas mortais, António Adanjo e Francisco Madeira, foram homenageados em 2007 pela Câmara Municipal, que descerrou uma placa em sua memória.
Em 1973, a empresa passou por um processo de reestruturação, por motivos legais e financeiros, tendo em Junho desse ano sido criada a firma Pirites Alentejanas, cujo capital estava dividido entre o governo, com 50%, a Companhia União Fabril, com 40%, e a empresa Mines d’Aljustrel, que detinha os restantes 10%. Esta medida enquadrou-se num programa do governo para desenvolver a economia nacional e aumentar a sua autonomia em relação ao estrangeiro, em sectores considerados vitais como a energia e o tratamento das matérias-primas. Como parte deste plano também foi construído o centro portuário e industrial de Sines nos princípios da década, tendo-se originalmente previsto a instalação ali de infraestruturas para a transformação das pirites do Alentejo. A nova empresa focou-se principalmente na produção de concentrados de minério de cobre, chumbo, zinco e prata, continuando a vender enxofre e pirite triturada, produtos que eram principalmente adquiridos pela Quimigal.

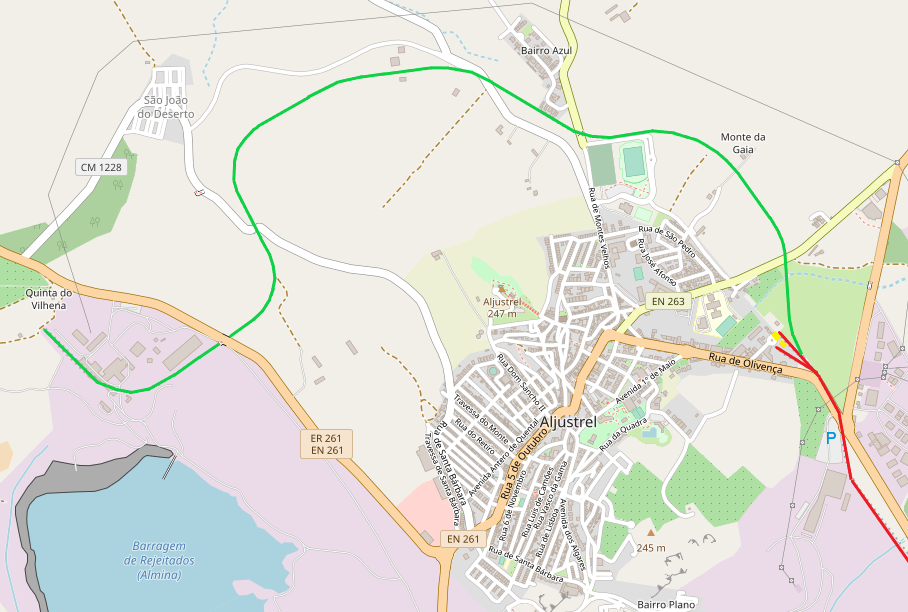
Mapa com o percurso do Ramal das Pirites Alentejanas (linha verde), partindo do Ramal de Aljustrel (linha vermelha).

#### Quarta fase: 1974 a 1999
Porém, apenas cerca de dois anos depois, as minas de Aljustrel foram nacionalizadas, na sequência da Revolução de 25 de Abril de 1974. Esta medida foi introduzida pelo Decreto-Lei n.º 434/75, no âmbito do Programa de Controle dos Sectores Básicos, tendo o governo alegado a «a importância das pirites de Aljustrel na criação de oportunidades de desenvolvimento integrado, abrangendo os sectores mineiro, metalúrgico de base e da química pesada». Este diploma determinou a extinção dos órgãos sociais e criou uma comissão administrativa, embora mantendo os trabalhadores, e ordenou a nacionalização da Sociedade Mineira Santiago, S. A. R. L. e das acções das Pirites Alentejanas, S. A. R. L., menos as que pertenciam a indivíduos ou sociedades estrangeiras. Assim, ainda em 1975 a concessão das minas de Aljustrel foi quase completamente nacionalizada, tendo o governo passado a deter 90% do capital, enquanto que apenas 10% permaneceu nas mãos dos belgas. O governo continuou os planos do Estado Novo para desenvolver a produção em Aljustrel, tendo em 1976 sido formada a Comissão do
Programa das Pirites, que era responsável pela coordenação do Plano de Aproveitamento Integrado das Pirites. Este empreendimento previa um aproveitamento em larga escala dos matérias-primas de Aljustrel, com produção de metais não ferrosos, enxofre, ácido sulfúrico e pellets de ferro para a siderurgia, e também incluía a instalação de um complexo metalúrgico em Sines. Estes esforços integraram-se num vasto programa estatal para o desenvolvimento e aplicação dos recursos da Faixa Piritosa Ibérica, com a instalação de um novo campo mineiro em Neves-Corvo, e o incremento da exploração nas minas de Aljustrel. Em 1978 foi organizada em Lisboa a sétima reunião da Comissão Económica Mista Luso-Norueguesa, tendo-se acordado um conjunto de medidas para apoiar a economia portuguesa, incluindo a prestação de assistência técnica para um estudo de viabilidade económica sobre o Plano das Pirites. Em 1979 foi fundada uma holding do governo, a Empresa Mineira e Metalúrgica do Alentejo, que tinha como finalidade implementar o Plano das Pirites, e que reuniu 90% do capital da empresa Pirites Alentejanas. No âmbito daquele empreendimento foi instalada em 1982 uma lavaria piloto, que tinha como finalidade fazer os ensaios de produção de concentrados à escala semi-industrial, e apoiar no dimensionamento do futuro edifício da Lavaria Industrial. Porém, o Plano das Pirites revelou-se demasiado arrojado, tendo sido progressivamente substituído por um empreendimento menos ambicioso, o Projecto de Produção de Concentrados, elaborado em 1986, e que apenas previa a produção de concentrados a partir dos minérios de cobre, chumbo e zinco. Este plano também foi criado em resposta à redução na procura do enxofre, devido a um processo de reconversão da indústria dos adubos nos anos 80, terminando desta forma a fase do ácido sulfúrico nas minas de Aljustrel. Em reflexo desta situação, a Empresa Mineira e Metalúrgica do Alentejo mudou por diversas vez de estatutos e denominação, em 1982 para Empresa de Desenvolvimento Mineiro do Alentejo, E.P., em 1986 para Empresa de Desenvolvimento Mineiro do Alentejo, E.P., e em 1989 para EDM, S.A.. O Projecto de Produção de Concentrados foi lançado em 1991, e envolveu um investimento de cerca de 18 mil milhões de Escudos, empregues na instalação de várias infraestruturas de apoio à exploração mineira, e principalmente na lavaria industrial, inaugurada em 10 de Setembro de 1991. Em 1990 foi concluída a obra da Barragem de Rejeitados, e em 1991 foi construído o Ramal das Pirites Alentejanas, instalado pela empresa Somafel.
Porém, este empreendimento falhou do ponto de vista económico, devido a uma combinação de problemas de ordem técnica e financeira, incluindo o fraco reconhecimento dos jazigos e uma redução dos preços dos metais, principalmente o zinco. Assim, devido à falta de viabilidade financeira, a exploração mineira foi suspensa em Março de 1993. Foi também neste período que foi encerrado o ramal de Aljustrel. Entretanto, em 1992 foi encerrada a central de compressores em Algares. Em 1994, a empresa Pirites Alentejanas entrou no regime de lay-off, tendo sido despedidos 440 trabalhadores, permanecendo apenas 47 operários, para operações de manutenção e serviços mínimos ambientais. Em 1999 o estado encomendou vários estudos de viabilidade das minas, que foram feitos pela empresa canadiana Eurozinc Mining Corporation. Mesmo após o encerramento da exploração em Aljustrel, a indústria mineira continuou a ser uma das principais ocupações dos habitantes do concelho, devido ao funcionamento das Minas de Neves Corvo.

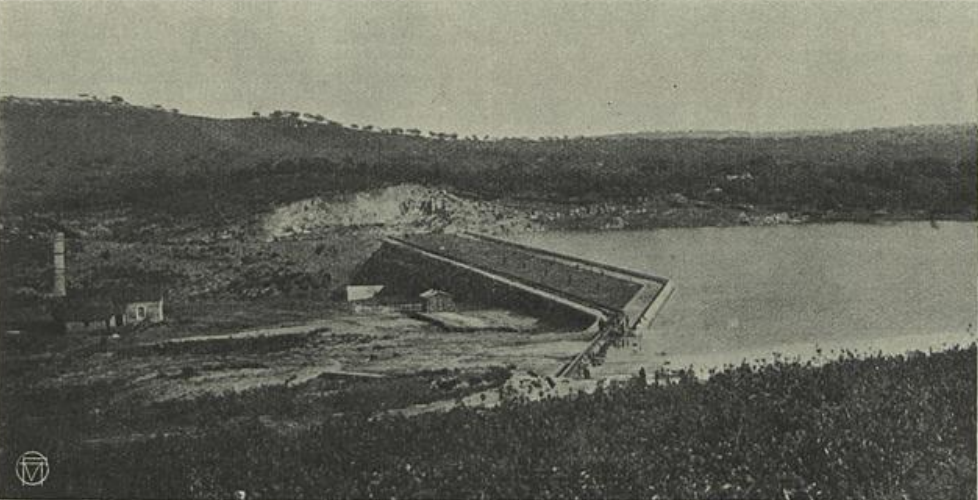
Represa nas minas de Aljustrel. Fotografia publicada na revista Occidente, em 1914.

### Século XXI

#### Década de 2000
Em Dezembro de 2001 a firma Eurozinc Mining Corporation comprou o complexo mineiro, com a finalidade de retomar a produção, tendo passado a ser a proprietária da empresa Pirites Alentejanas. A Eurozinc também era a proprietária das Minas de Neves-Corvo desde 2004. Também em 2004 a Eurozinc fez obras de ampliação e modernização do edifício da lavaria, em Aljustrel.
Em 14 de Junho de 2005, o jornal Público noticiou que a Eurozinc ameaçou encerrar a mina e despedir todos os cerca de setenta trabalhadores, caso estes não assinassem um acordo para a laboração contínua e a paz social durante um período de cinco anos. Esta prática foi criticada por Carlos Formoso, presidente do Sindicato dos Trabalhadores da Indústria Mineira, que a classificou como «um ultimato», e acusou a empresa de querer forçar um acordo «sem dar a conhecer o horário de trabalho e as contrapartidas em termos remuneratórios». Recordou igualmente que também se tentou impor um acordo deste tipo na Mina de Neves-Corvo, sem sucesso, tendo levado a um aumento na ocorrência de acidentes de trabalho e na taxa de absentismo. Em contrapartida, o advogado Botica Santos, da Eurozinc, assegurou que os dois pontos exigidos aos trabalhadores eram «decisivos», e explicou que as entidades interessadas em investir na exploração mineira só iriam avançar caso «garantias de reembolso», para as quais seria necessário o acordo.
Em 15 de Maio de 2006 foi assinado um acordo para o reinício da produção mineira em Aljustrel, que reuniu a EuroZinc, a Agência para o Investimento e Comércio Externo de Portugal, e a empresa AGC Minas de Portugal SPGS. De acordo com o administrador-delegado da empresa Pirites Alentejanas, Guy Lauzier, nesse própria dia iniciaram-se os trabalhos de preparação para o reinício da exploração, que incluíram a abertura das galerias de acesso aos filões de minério, nas minas do Moinho e de Feitais, e a remodelação do edifício da lavaria. Esta medida foi bem recebida pelos trabalhadores da mina, tendo Luis Sequeira, da Comissão de Trabalhadores da empresa de Pirites Alentejanas, afirmado que a reinício da exploração iria reduzir o desemprego no município, e ao mesmo tempo iria impulsionar o comércio e outras pequenas empresas. Segundo o ministro da Economia e da Inovação, Manuel Pinho, previa-se que iriam ser criados cem novos postos de trabalho e subcontratados outros duzentos trabalhadores, além dos 47 operários que tinham permanecido ao serviço das minas. Em Agosto desse ano, a EuroZinc fundiu-se com a empresa sueca Lundin Mining Corporation, criando o grupo Lunding Mining. Nos finais do ano tiveram início as obras de desenvolvimento no jazigo de Feitais, e em Dezembro de 2007 a lavaria industrial começou a fazer a operação de tratamento do minério de zinco, originário da mina do Moinho. Em Janeiro de 2008 começou a laborar o jazigo do Moinho, e em 12 de Abril reiniciou-se oficialmente a produção comercial da mina de Aljustrel, tendo nesse mês sido produzidas 6680 toneladas de concentrado de zinco. Em Maio de 2008 foi organizada uma cerimónia de celebração do reinício simbólico da produção comercial das minas, que contou com a presença do primeiro-ministro, José Sócrates, e do ministro da Economia, Manuel Pinho. Previa-se então que as minas teriam um período de vida útil apenas até 2016, mas que este prazo poderia ser expandido de acordo com os resultados das prospecções nos jazigos de Feitais, Moinho, Estação e São João, e os preços dos metais. Nos finais de 2008, a produção foi novamente suspensa devido a uma queda nos preços dos minerais, tendo a Câmara Municipal pedido que a concessionária fosse nacionalizada. Neste período, a Lundin Mining vendeu o complexo mineiro à Almina, uma empresa que resulta de uma parceria entre a família Costa Leite, da Vicaima, e os irmãos Martins, da Martifer. Em 2009 reiniciaram-se as obras de desenvolvimento mineiro, inicialmente concentradas principalmente na produção de cobre.
Entretanto, em 2006 iniciou-se um vasto programa de recuperação hidrológico-ambiental das áreas mineiras abandonadas de Aljustrel, que decorreu em quatro fases até 2015, tendo a obra sido entregue à Empresa de Desenvolvimento Mineiro. Este plano incluiu a instalação de valas e de canais, a impermiabilização de zonas de deposição, a remoção de depósitos, e a criação de uma área húmida (wetland) a jusante da Barragem de Águas Industriais. Este programa abrangeu igualmente várias intervenções no sentido de proteger e permitir a visita às infraestruturas mineiras de valor patrimonial ou arqueológico, como as células de cementação, o corpo de barragem, e as escórias romanas, destacando-se a recuperação da Chaminé da Transtagana, estrutura icónica que estava em risco de ruína.

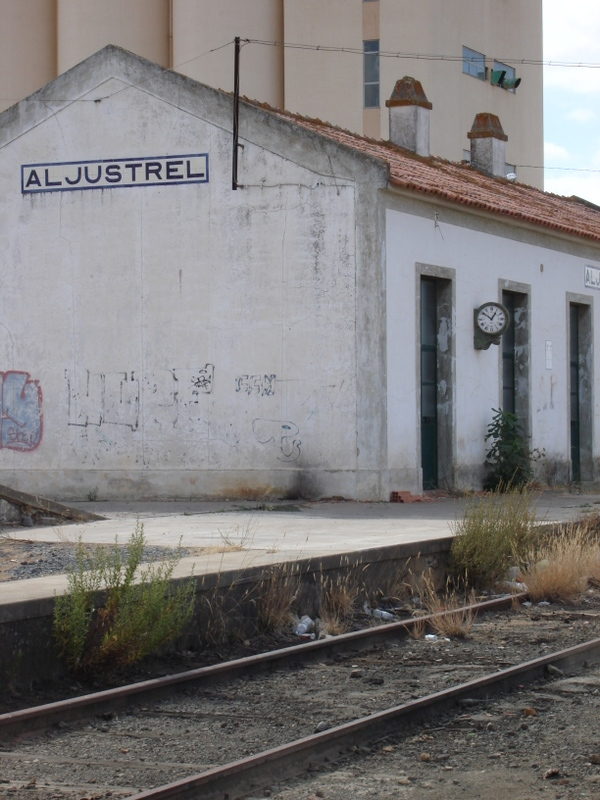
Antigo edifício da estação de Aljustrel. O ramal até Aljustrel foi construído para aproveitar a riqueza mineira da vila.

#### Década de 2010
Em Julho de 2010 foi reiniciada a exploração de minério e a produção de cobre. Em 1 de Setembro desse ano ocorreu um acidente de trabalho nas minas, quando os travões de um veículo de transporte de materiais falharam, provocando a morte do condutor.O primeiro embarque de concentrado de cobre foi feito em Março de 2011, com cerca de 1800 toneladas. Em 2011 também foram processadas aproximadamente 500 mil toneladas de minério de cobre, tendo sido produzidas 24 mil toneladas de concentrado, contendo cerca de 5,5 mil toneladas de metal. Entre 2012 e 2017 foram ampliados os jazigos de Feitais e do Moinho em profundidade, e foi adquirido mais um moinho de bolas para a fábrica de concentrado, que passou a ter três equipamentos deste tipo. Com estes investimentos verificou-se um grande aumento na produção, que atingiu o valor de 3 milhões de toneladas por ano em 2018, resultando em cerca de 120 mil toneladas de concentrado de cobre, incluindo aproximadamente 30 mil toneladas de cobre metal. Em 2014, o volume de negócios da Almina cresceu para 106,5 milhões de Euros, tendo nesse ano sido considerada uma das mil maiores empresas em território nacional, além de ter sido integrada no programa Elite do London Stock Exchange Group. A empresa destacou-se igualmente pelo apoio financeiro que deu a várias instituições culturais, sociais e desportivas no município, tendo por exemplo financiado a aquisição de novos equipamentos para os bombeiros de Aljustrel e as obras de reparação da Igreja Matriz. Entretanto, em 19 de Maio de 2015 outro trabalhador morreu após ter caído num silo, a cerca de 190 m de profundidade. O Sindicato dos Trabalhadores da Indústria Mineira denunciou a falta de informação por parte tanto da administração das minas como da Inspecção do Trabalho de Beja, e exigiu que a Autoridade para as Condições do Trabalho instaurasse um inquérito sobre o acidente. Em Outubro de 2017, um camião basculante e uma carrinha colidiram numa galeria a cerca de 200 m de profundidade, provocando ferimentos graves no condutor. Este acidente foi duramente criticado pelo coordenador do Sindicato dos Trabalhadores da Indústria Mineira, Luís Cavaco, tendo chegado a ser alvo de um processo-crime por parte da Almina. Em 22 de Novembro desse ano, os trabalhadores das minas iniciaram uma greve de cinco dias por melhores salários e condições de trabalho, tendo contado com uma adesão muito significativa, levando à paralisação dos processos de exploração de minério e produção de concentrados.
Em 23 de Novembro de 2016, o jornal Público noticiou que um consórcio liderado pela companhia estatal portuguesa Empresa de Desenvolvimento Mineiro e pela empresa turca ESAN estava a planear a realização de trabalhos de pesquisa mineira em vários pontos do Alentejo, incluindo no Monte das Mesas, em Aljustrel, e na área do Rosário, situada parcialmente no município.
Em Março de 2018 iniciaram-se as operações para extrair e processar minério de zinco, prevendo-se que num ano cruzeiro a produção poderia atingir cerca de 220 mil toneladas de concentrado de zinco, incluindo cerca de 100 mil toneladas de zinco metal, 45 mil toneladas de concentrado de chumbo, e 25 mil toneladas de chumbo metal. As obras de preparação para o arranque da produção de concentrados de zinco envolveram um investimento aproximado de 70 milhões de Euros, mas permitiram uma diversificação da mina, que originalmente estava principalmente centrada na produção de concentrado de cobre. O então administrador da Almina, Luís Maia, explicou em Dezembro desse ano que a introdução dos concentrados de zinco permitiu um «melhor aproveitamento do ciclo de preço dos metais e, do ponto de vista económico, faz sentido utilizar as infra-estruturas para a exploração alternada dos dois minérios». Porém, esta não foi a primeira iniciativa para a produção de zinco nas minas de Aljustrel, já que a Lundin Mining Corporation tinha feito algumas experiências em Setembro de 2008, que não tiveram seguimento.
Em 11 de Fevereiro de 2019, um veículo ligeiro caiu para dentro de um fosso com cerca de 40 m de profundidade, na mina de Feitais, causando a morte a um dos dois ocupantes, e ferimentos graves no outro. Segundo testemunhos dos mineiros, o fosso não estava vedado nem sinalizado, e devido à falta de iluminação, o condutor não terá visto o perigo a tempo. Em 7 de Março desse ano, ocorreu um novo acidente mortal, quando um trabalhador ficou preso no veio de tomada de força do tractor que conduzia. Alegadamente, este acidente terá sido causado pela falta de um tubo para proteger aquela peça, contra as regras de segurança. Em Junho ocorreram mais três incidentes, embora sem fazer vítimas mortais: em 17 de Junho um trabalhador ficou ferido sem gravidade durante a utilização de um tubo de ar comprimido, e nos finais do mês verificaram-se dois incêndios na lavaria indistrial. Em 8 de Agosto voltou a suceder um acidente na lavaria, provocando ferimentos graves por electrocussão num empregado da empresa EFACEC. Na sequência do elevado número de acidentes de trabalho verificado desde o início do ano, Luís Cavaco, denunciou a presença de graves problemas de segurança na Almina, tendo comentado que «Não há uma verdadeira cultura de segurança. Há muitos acidentes que são ocultados. O medo persiste, os trabalhadores têm receio de perder o emprego e na maior parte das vezes não falam». Segundo o sindicalista, a operação sofria de graves falhas, como a falta de formação «adequada e obrigatória por lei», a utilização de equipamentos considerados «velhos e obsoletos», um grande volume de «poeiras em suspensão», enquanto que nas frentes de trabalho operava-se a uma «humidade de 80% [e] temperaturas de 35ºC a 40ºC», sem estruturas para «extração e renovação do ar». Os mineiros também alertaram para a falta de condições de trabalho, tendo afirmado que «o risco é ignorado. Os seguranças avisam, mas não param os trabalhos. Onde é que já se viu frentes [de desmonte do minério] de 80 metros com falta de sustimento? Quando acontece algo, a culpa é sempre do trabalhador». Denunciaram igualmente a ocorrência de um grande número de desabamentos no interior das minas, tendo nos finais de Junho ficado soterrada uma pá carregadora, veículo com 10 metros. Luís Cavaco criticou igualmente a política laboral da Almina, alegando que a empresa discriminou contra os mineiros que participaram na greve em 2017: «Aqueles que tinham contrato a prazo foram dispensados e aqueles que estavam no quadro têm sido convidados a sair. Não há qualquer hipótese de diálogo com a administração das minas». A situação também foi denunciada pelo comandante dos Bombeiros Voluntários de Aljustrel, Pedro Madeira, que referiu que «Em média, somos chamados às minas umas duas vezes por mês», e acusou a administração de dificultar o acesso às minas: «Houve alturas em que quiseram barrar-nos a entrada, a nós e à GNR». Também alertou sobre os problemas de segurança nas minas, tendo acusado os responsáveis de pressionar os trabalhadores, levando-os a arriscar.
Com o reinício dos trabalhos também se renovaram os problemas ambientais causados pelas operações industriais, principalmente as poeiras causadas pela britagem e o armazenamento à superfície dos minérios. Estas poeiras podem conter quantidades significativas de sílica, que provoca uma doença pulmunar grave, a silicose, além que análises feitas pelo Instituto Politécnico de Beja acusaram a presença em excesso de zinco e outros minérios nas explorações agrícolas, o que poderia provocar uma contaminação na cadeia alimentar. Esta situação era agravada pela reduzida distância entre as instalações da Almina e a vila, apenas de cerca de um quilómetro, pelo que as poeiras atingiam frequentemente a povoação nos dias mais ventosos. O dirigente do Sindicato Mineiro de Aljustrel do Jacinto Anacleto, culpou a administração das minas pelas emissões de poeira, e alertou para a falta de equipamentos de ventilação, que faziam com que se acumulassem poeiras, gases e fumos tanto à superfície como no interior das minas. Porém, esta situação foi negada pelas autoridades, que rejeitaram a existência de riscos para a saúde pública, tendo o director dos Serviços de Minas e Pedreiras, José Silva Pereira, afirmado que a operação de britagem estava «devidamente encapsulada para não originar poeiras», e apontado o tráfego de veículos pesados por estradas de terra batida, para as obras da barragem, como a fonte das poeiras.

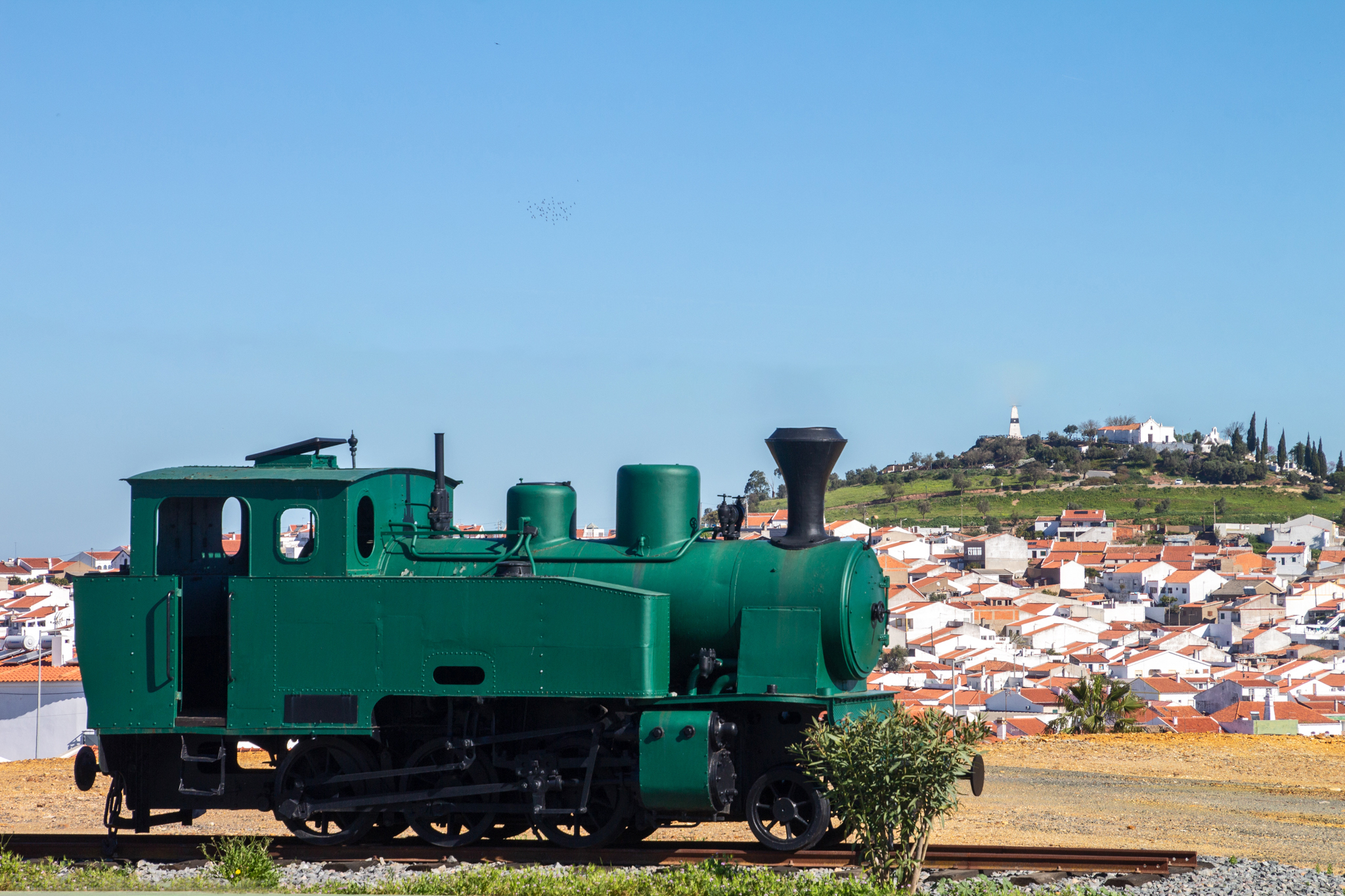
Antiga locomotiva mineira, colocada junto ao Malacate Vipasca em 2023, após uma intervenção de restauro.

#### Década de 2020
Em 2021, a produção mineira conheceu um grande impulso, tendo sido produzidas cerca de 245 mil toneladas de concentrado de minério, gerando um volume de negócios de 222 milhões de Euros, um aumento de 50 a 60 milhões de Euros em relação ao ano anterior. A maior parte do minério era composto por zinco, cobre e chumbo, tendo o zinco sido comercializado principalmente na Bélgica, Espanha, Noruega e Finlândia, enquanto que o cobre e o chumbo foi transportado para a China. Em Maio de 2022, o presidente do conselho de administração, Humberto da Costa Leite, revelou à agência Lusa que se previa a conclusão da empreitada da bacia dos rejeitados até ao Verão desse ano, «um investimento substancialmente superior a 10 milhões de euros», e que estava a ser planeada a exploração de um novo jazigo no Gavião, cujos trabalhos de abertura deviam iniciar-se em 2023. Em 27 de Junho de 2022, um trabalhador de 20 anos faleceu num acidente, nas instalações da Britagem de Superfície. O operário terá ficado preso num dos tapetes rolantes da lavaria, e entrou depois em paragem cardiorrespiratória.
Entretanto, em Outubro de 2020 a Câmara Municipal de Aljustrel anunciou a construção de um núcleo museológico dedicado aos caminhos de ferro, o Centro Interpretativo Ferroviário Mineiro, e a criação de um comboio turístico mineiro, no âmbito do programa Trilhos da Memória. Estas obras iriam custar cerca de 430 mil Euros, com financiamento pelo Turismo de Portugal através do programa Valorizar. O presidente da autarquia, Nelson Brito, declarou que a finalidade destas duas intervenções seria «dar a conhecer a todos os que nos visitam um património que faz parte de uma memória ainda viva nas nossas gentes, que é a via férrea ao serviço da mina». O Centro Interpretativo iriam ser instalado junto ao Malacate Vipasca, por onde também seria possível aos visitantes descer até uma antiga galeria mineira, e no mesmo espaço iriam ser expostas várias locomotivas e outros elementos de material circulante das minas, que iriam ser alvo de obras de restauro. Quanto ao comboio turístico, este seria eléctrico e rebocado por «uma réplica de uma antiga locomotiva», e circularia entre vários pontos de interesse turístico em Aljustrel, incluindo as partes mais centrais do núcleo mineiro, como Feitais e Vale d'Oca, os bairros mineiros, e a área das Pedras Brancas, podendo até ir «às freguesias de Ervidel, Messejana ou Montes Velhos». O programa Trilhos da Memória iria ser implementado como parte do Parque Mineiro de Aljustrel, que além da vertente turística também iria abranger outras temáticas relacionadas com as minas, como a formação e qualificação, investigação, recuperação e valorização do ambiente, no sentido de criar dinâmicas económicas alternativas no município, reduzindo a sua dependência em relação à indústria mineira. Em Maio de 2021 já se tinham iniciado as obras do centro de recepção ao Parque Mineiro de Aljustrel, que além de vários serviços de apoio aos visitantes, também iria contar com um núcleo museológico, onde iriam ser expostas várias peças de valor histórico, e feita uma reprodução do interior de uma galeria mineira. Em meados desse ano, a autarquia removeu uma locomotiva antiga que estava exposta junto ao antigo escritório da mina, no sentido de proceder ao seu restauro, intervenção que se enquadrou igualmente no programa Trilhos da Memória. Em 1 de Novembro de 2022, foi inaugurada a exposição Aljustrel – 100 anos, do Fundo à Superfície na sede do Sindicato da Indústria Mineira de Aljustrel, onde foi recordada a dramática greve dos mineiros nos finais de 1922, que durou cerca de quatro meses. Em Novembro de 2023, o Boletim Municipal de Aljustrel noticiou que já tinha sido concluída a intervenção de restauro da locomotiva, que foi colocada junto ao Malacate de Vipasca. O Parque Mineiro de Aljustrel abriu em 4 de Dezembro desse ano, incluindo desde logo o centro de recepção e interpretação, instalado junto ao Malacate Viana, onde foi recuperada uma antiga galeria mineira, além de um extenso conjunto de ciclovias e passadiços. No âmbito deste programa, também foram requalificados os bairros mineiros.

## Leitura recomendada
- ALVES, Helena; MARTINS, Artur (2005). Aljustrel: um olhar sobre as minas e as gentes no século XX. Aljustrel: Câmara Municipal de Aljustrel. 133 páginas. ISBN 972-95001-5-0
- FONSECA, Inês Fonseca (2007). Trabalho, identidade e memórias em Aljustrel: "levávamos a foice logo p'ra mina". Castro Verde: 100 Luz. 395 páginas. ISBN 978-972-99886-1-5
- GALAMBA, António Lains (2011). Mineiros de Aljustrel nas barrenas da memória: Trabalho e resistência sob o fascismo. Agualva-Cacém: [s.n.] 163 páginas

- MARTINS, Artur Martins; ALVES, Helena; COSTA, Teresa Costa (2003). 2000 anos de mineração em Aljustrel. Aljustrel: Museu Municipal de Arqueologia. 78 páginas. ISBN 972-95001-3-4
- MOREIRA, Eduardo Maria (2013). Do fundo das minas de Aljustrel ao interior da selva de Moçambique. Aljustrel: (Edição do autor). 450 páginas
- PATRÍCIO, Ana M. G. (2013). Mineiros de Aljustrel: Acervo documental de sua organização e luta: contributo para a história do Sindicato dos Mineiros de Aljustrel extensiva aos mineiros de São Domingos. 2 Volumes. Lisboa: Colibri